# (12407) Riccardi
(12407) Riccardi est un astéroïde de la ceinture principale.

## Description
(12407) Riccardi est un astéroïde de la ceinture principale. Il fut découvert le 23 septembre 1995 à Bologne par l'observatoire San Vittore. Il présente une orbite caractérisée par un demi-grand axe de 2,40 UA, une excentricité de 0,13 et une inclinaison de 6,7° par rapport à l'écliptique.

## Compléments